# CSS Berwick Bay
CSS Berwick Bay – parowiec CS Navy, który służył jako okręt transportujący zaopatrzenie dla Armii Stanów Skonfederowanych na rzece Missisipi.
Po zbudowaniu okręt służył jako statek transportowy z dopływu Red River do Port Hudson w stanie Luizjana. 3 lutego 1863, został zdobyty i zniszczony przez Flotę Taranowców Union Navy pułkownika Charlesa Elleta Juniora. Nazwa okrętu pochodzi od zatoki Berwick na rzece Atchafalaya w Luizjanie. Okręt transportował 200 baryłek melasy, 10 dużych beczek cukru, 30 000 funtów mąki i 30 bali bawełny.